# Horror vacui

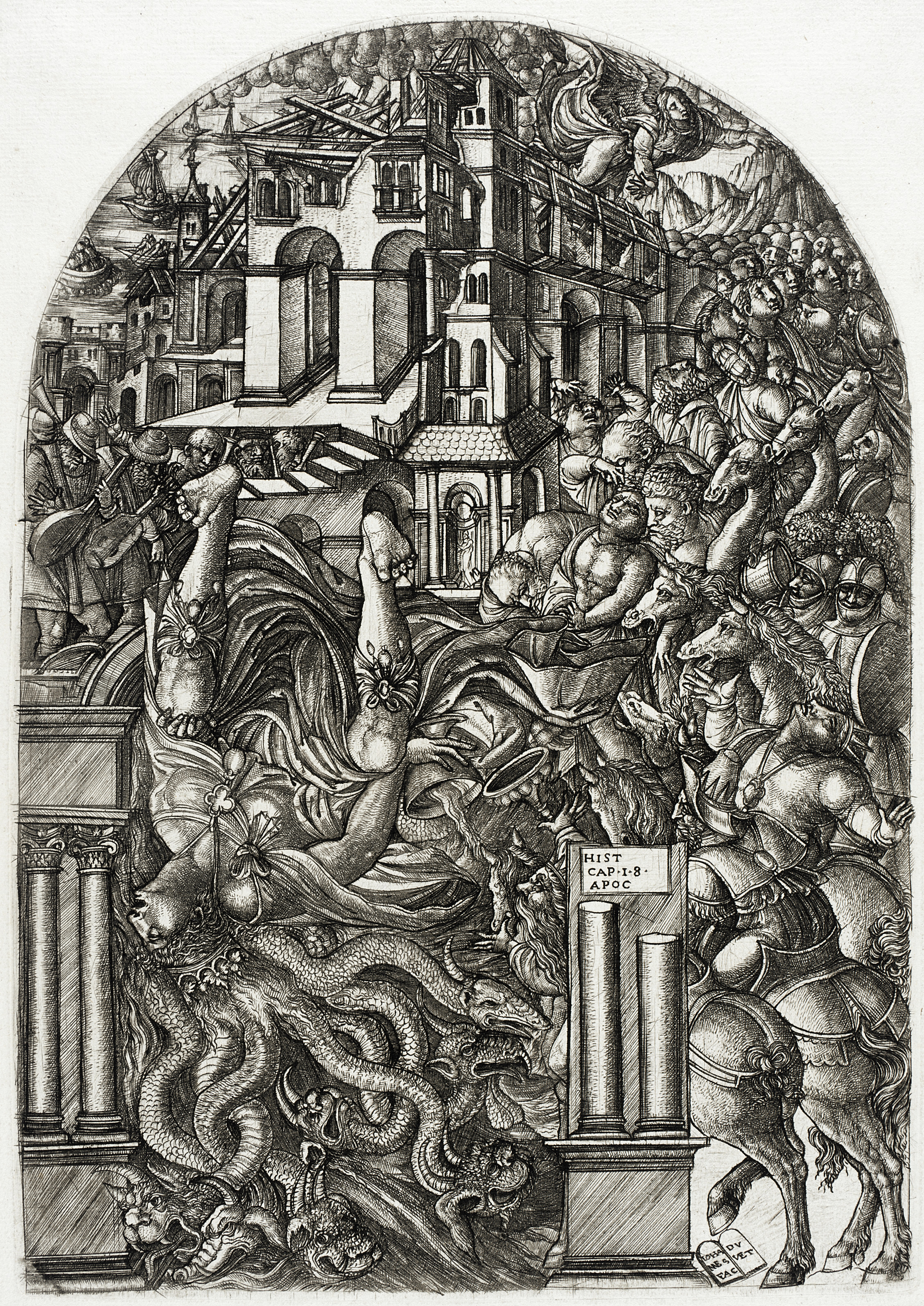
A Queda de Bailónia, de Jean Duvet, c. 1555

Horror vacui ("horror do vazio" em latim) descreve na arte o desejo de preencher todas as superfícies vazias, especialmente na pintura e em relevo, com representações ou ornamentos. Esta máxima estética é utilizada na história da arte, especialmente na crítica da pintura, para descrever o preenchimento de todo o espaço vazio numa obra de arte com algum tipo de desenho ou imagem. É uma das características gerais do mosaico matemático ou dos densos campos de preenchimento nos desenhos entrelaçados celtas.

## Âmbito
O termo remonta a Aristóteles, que usou horror vacui para descrever o fenómeno de que a natureza não conhece vácuo. Traduzido para a arte, o termo foi usado pela primeira vez pelo crítico italiano Mario Praz usado para descrever a maior parte sobrecarregado de arte Victoriana.
O termo também é usado para a abundância e a pompa sobrecarregada do barroco. Em contraste, na arte do século XX, há uma quantidade crescente de coragem para o espaço livre como contraponto ao medo do vazio.[carece de fontes?]